# Amin Mirzazadeh
Amin Mirzazadeh (persiska: امین میرزازاده), född 8 januari 1998, är en iransk brottare som tävlar i grekisk-romersk stil.

## Karriär
Mirzazadeh tävlade för Iran vid olympiska sommarspelen 2020 i Tokyo, där han förlorade bronsmatchen i 130 kg-klassen mot turkiske Rıza Kayaalp.
Vid VM 2022 i Belgrad tog Mirzazadeh silver i 130 kg-klassen efter en finalförlust mot turkiske Rıza Kayaalp. Vid VM 2023 i Belgrad tog han guld i 130 kg-klassen efter att ha besegrat turkiske Rıza Kayaalp i finalen.